# Ксёнж

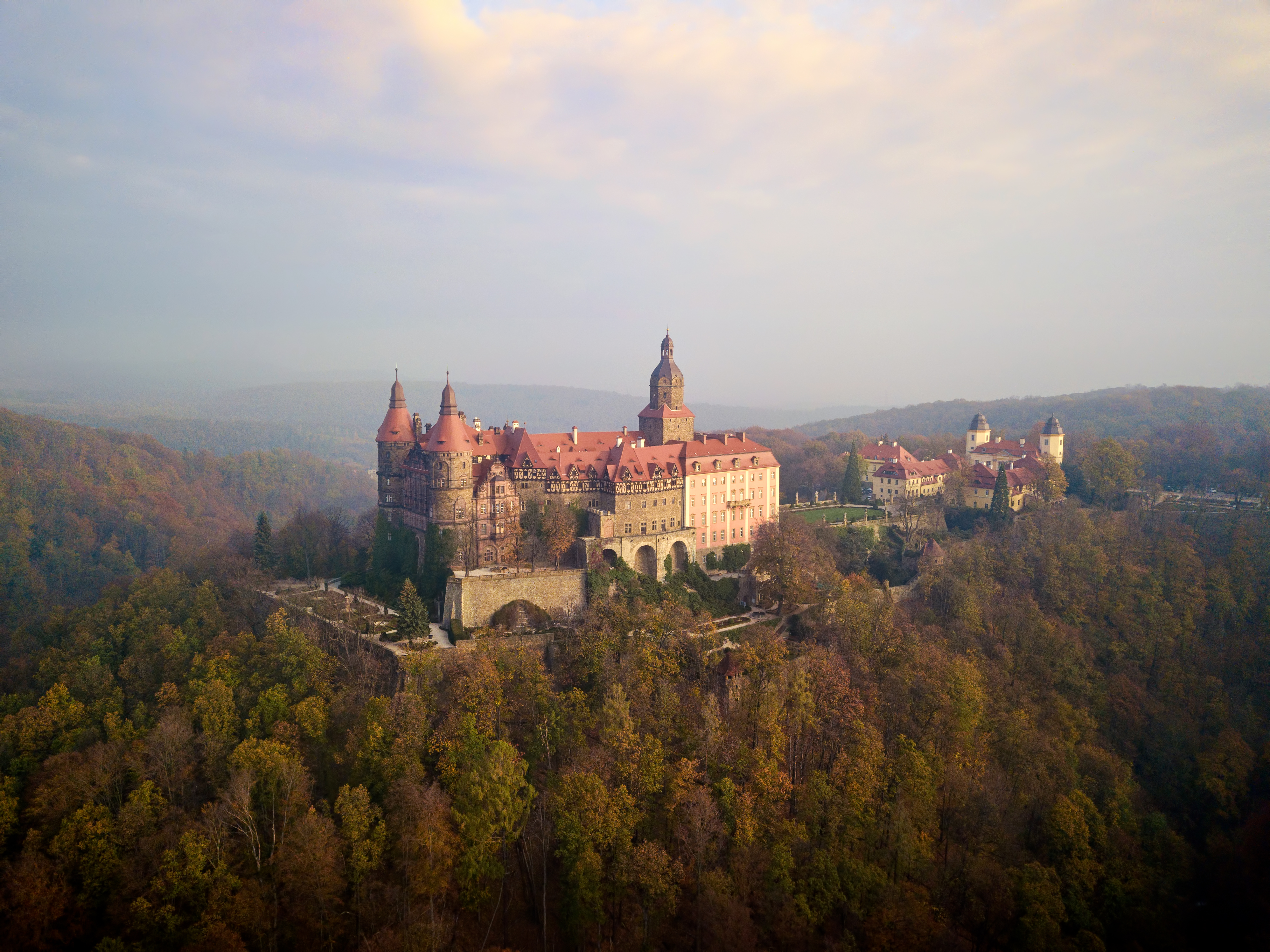
Современный вид замка Ксёнж. Фотография 2019 года.

Ксёнж (пол. Książ) или Фюрстенштайн (нем. Fürstenstein) — крупнейший замок Силезии и третий по величине в Польше после Мальборка и Вавеля. Расположен на охраняемой природной территории неподалёку от Валбжиха.
В XIII—XIV веках замок служил резиденцией князей свидницко-яворских из дома Пястов. Его строителем считается Болеслав I Суровый (правил в 1287—1301). 30-метровый донжон и средневековые части замка возведены во второй половине XIV века. В 1392 году отошёл к богемской короне, в 1428—1429 годах занят гуситами.
Протекающий у подножия замка ручей ещё в XVII веке был золотоносным, известно, что два браслета из намытого в нём золота носил граф Христоф фон Хохберг.
С 1509 года до конца Второй мировой войны замком владел род фон Хохбергов, который в середине XIX века также унаследовал от Асканиев права на Пщиньское княжество (герцогство Плесс). Во второй половине XVI века Хохберги обновили замок в соответствии с художественными вкусами эпохи Возрождения.
В 1671—1688 годах Фюрстенштейн был восстановлен после Тридцатилетней войны. Итальянский зодчий Антонио Доменико Росси перестраивает южное крыло в стиле барокко. В продолжение XVIII века в стилях барокко и рококо были переоборудованы почти все интерьеры.
Во время Второй мировой войны германское командование включило замок в проект «Великан» (нем. Projekt Riese), который предусматривал перенос немецких промышленных предприятий под землю. Многие интерьеры замка были утрачены, а под ним были вырыты два этажа (на уровне 15 и 53 метров под уровнем пола, соответственно).
Власти социалистической Польши размещали в замке различные конторы. В настоящее время Ксёнж является «гвоздём» туристического маршрута «Путь Пястовских Замков». Идёт постепенное восстановление парка и интерьеров.

## Выборочная хронология
6 января 1475 — чешский король Матвей I с войском из 1400 конных рыцарей и 2000 пехотинцев начинает осаду замка, чтобы принудить к подчинению обитающих в нём рыцарей-разбойников братьев фон Шеллендорфов.
11 июня 1509 года — рыцарь Конрад I фон Хохберг, богемский наместник княжеств Швайднитц и Яуер и императорский тайный советник покупает право ленного владения Фюрстенштайном с окрестными имениями и землями.
5 октября 1703 года — хозяин замка, граф Ханс-Хайнрих III фон Хохберг, находит в его комнате с перерезанным горлом гофмейстера Флиттнера, винившего себя в смерти своего воспитанника юного графа Карла-Фридриха-Леопольда фон Хохберга.
18 ноября 2021 года — Национальный банк Польши выпустил памятную монету достоинством в 5 злотых «Замок Ксёнж в Валбжихе» из серии «Откройте для себя Польшу» тиражом в 1 миллион штук.

## Галерея

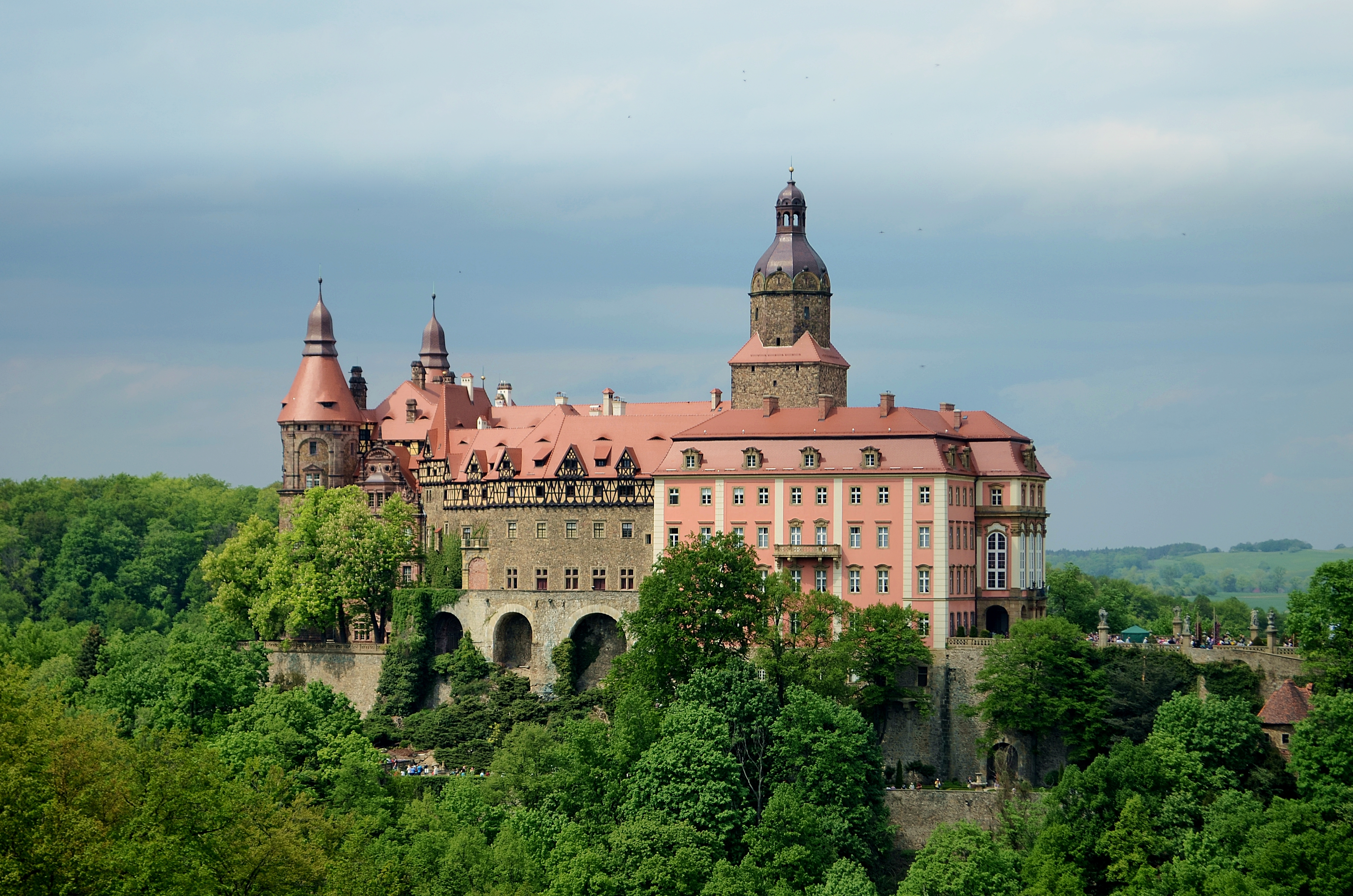
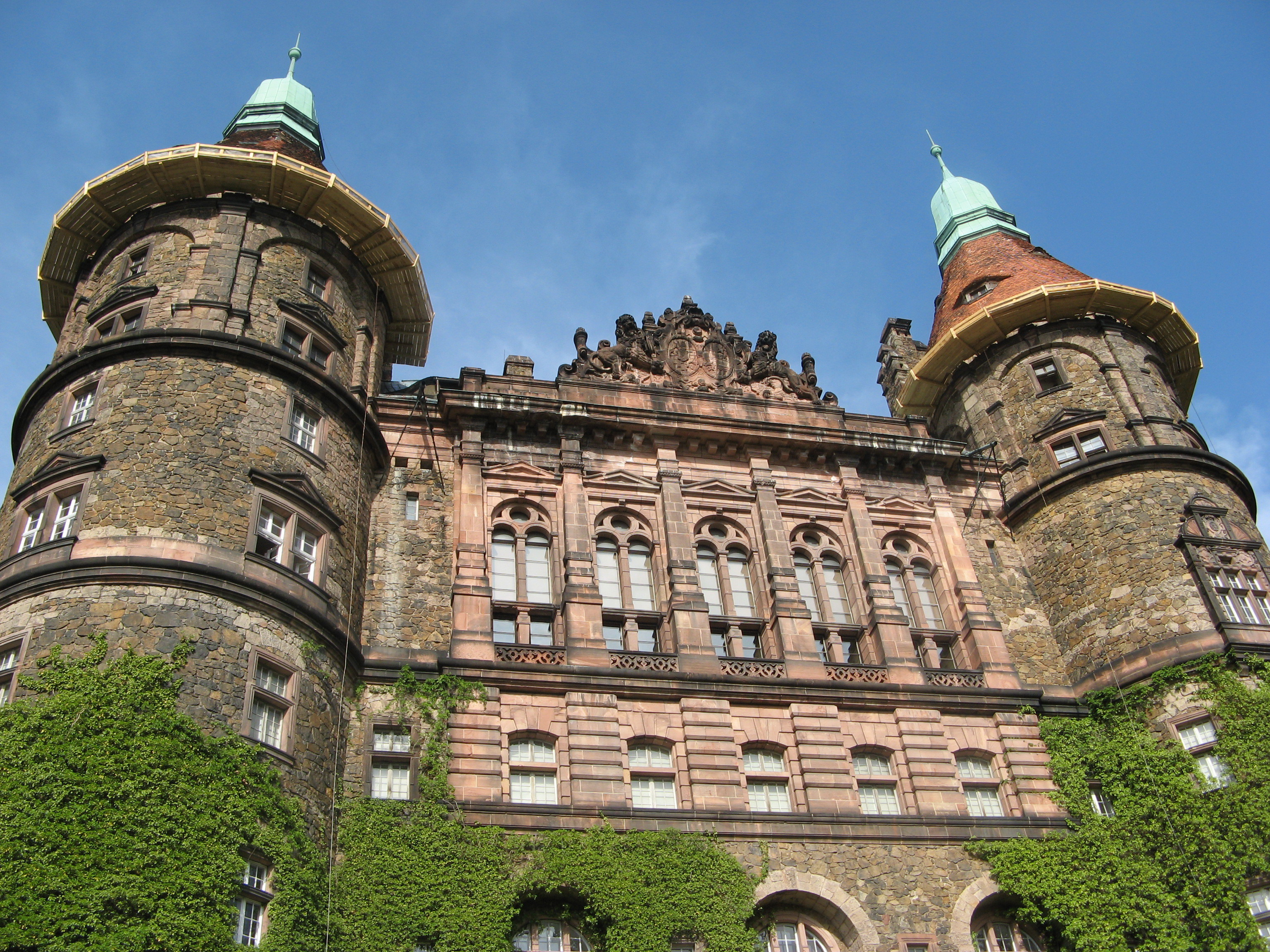
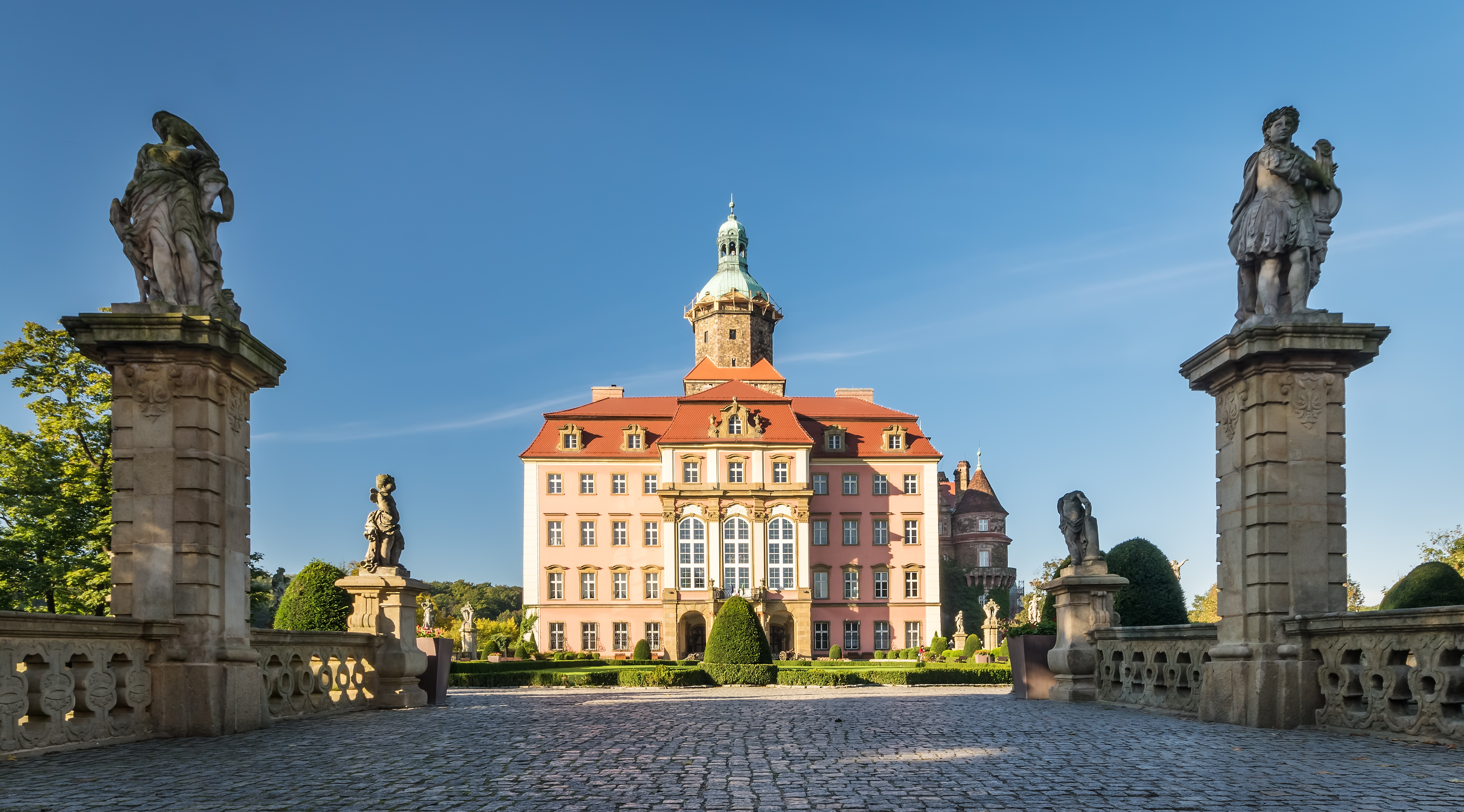
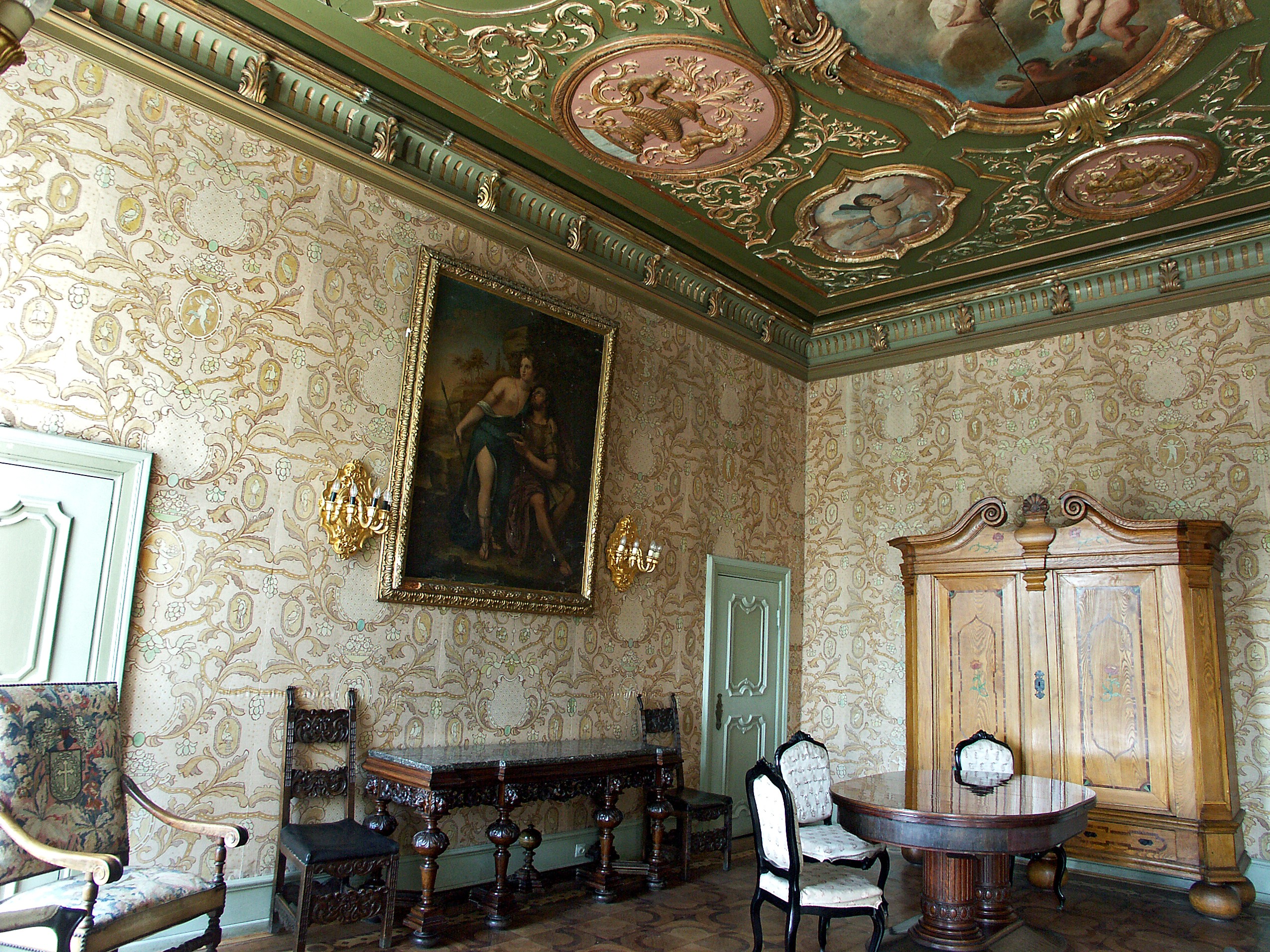
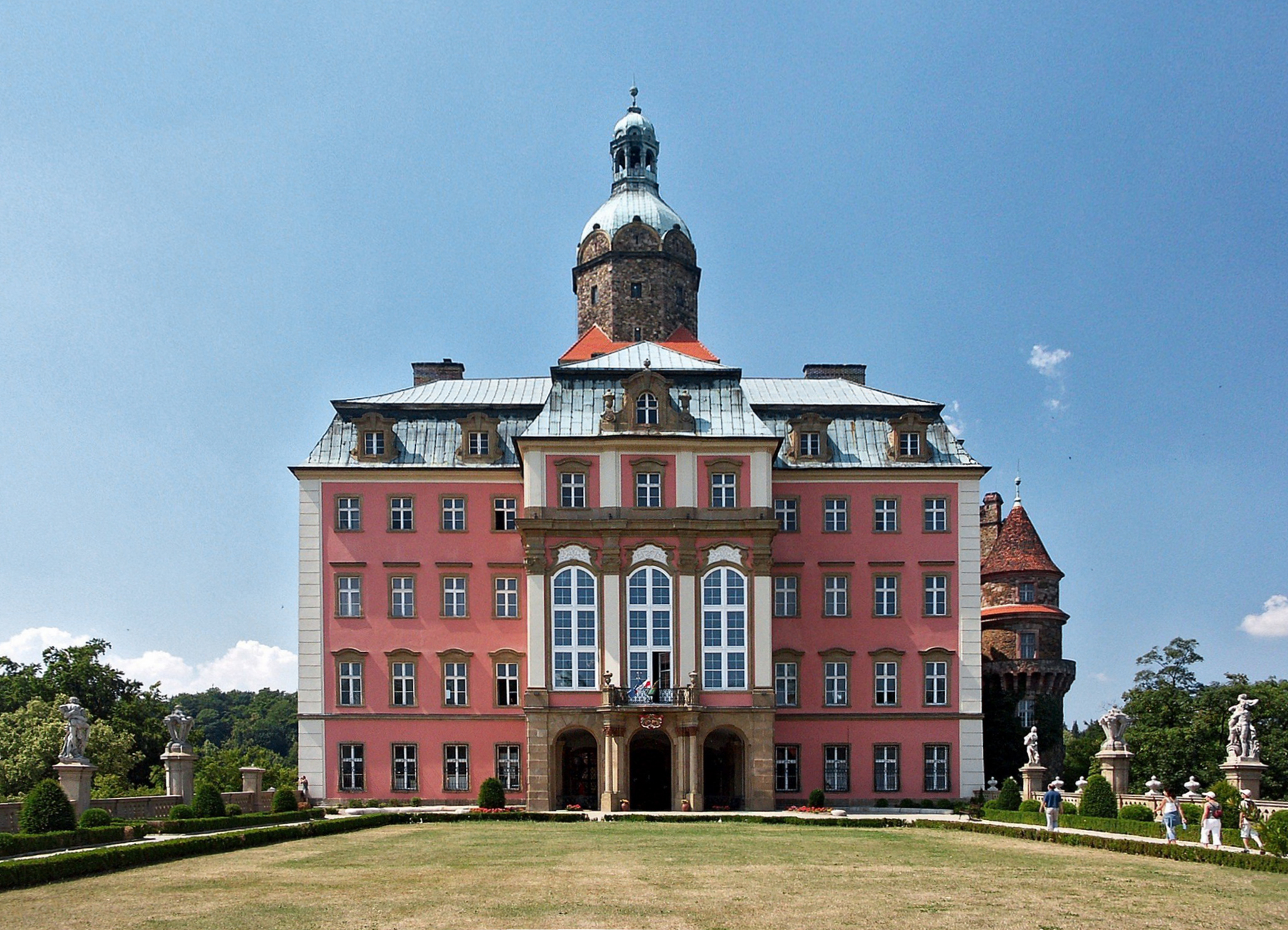
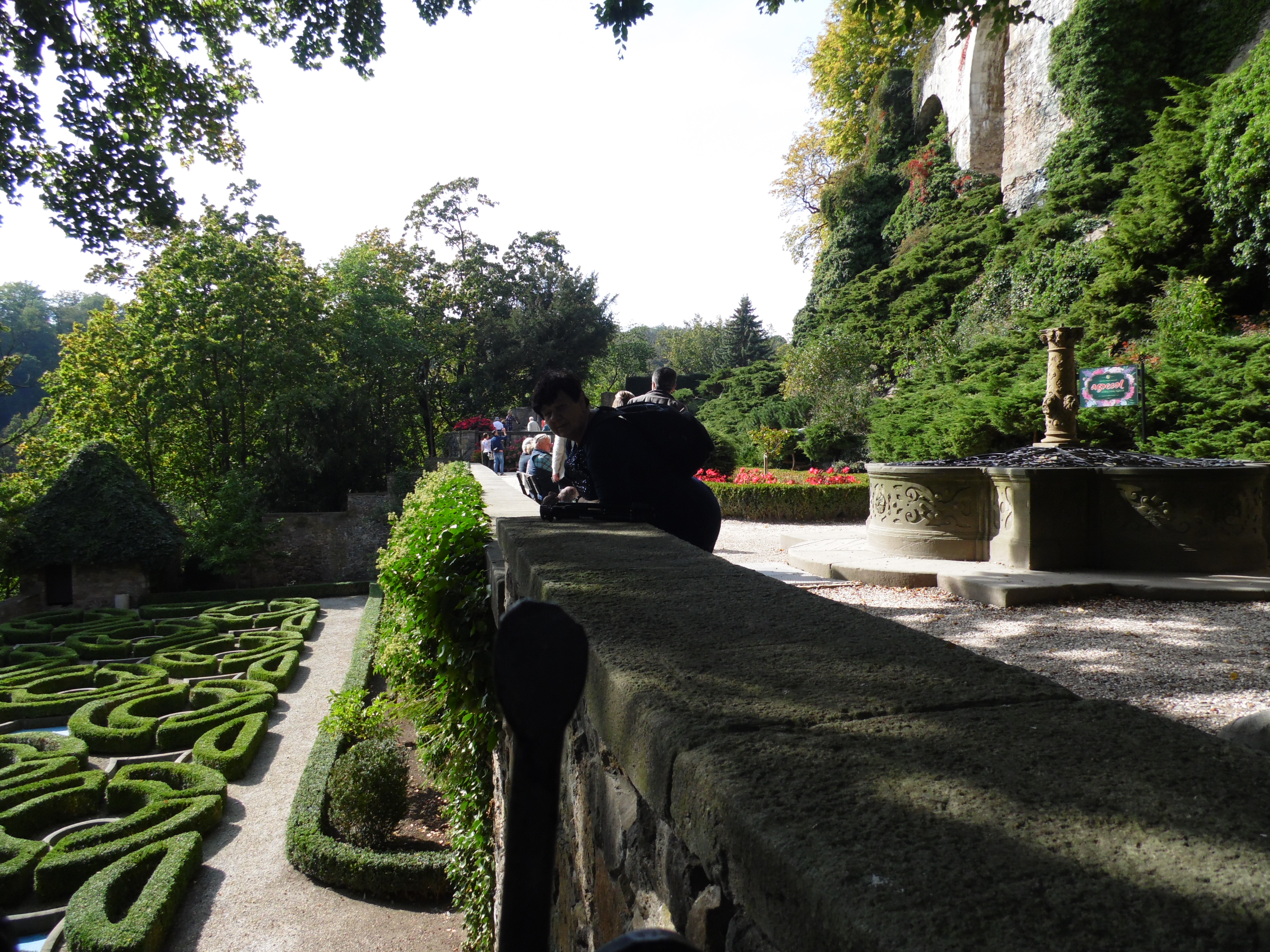
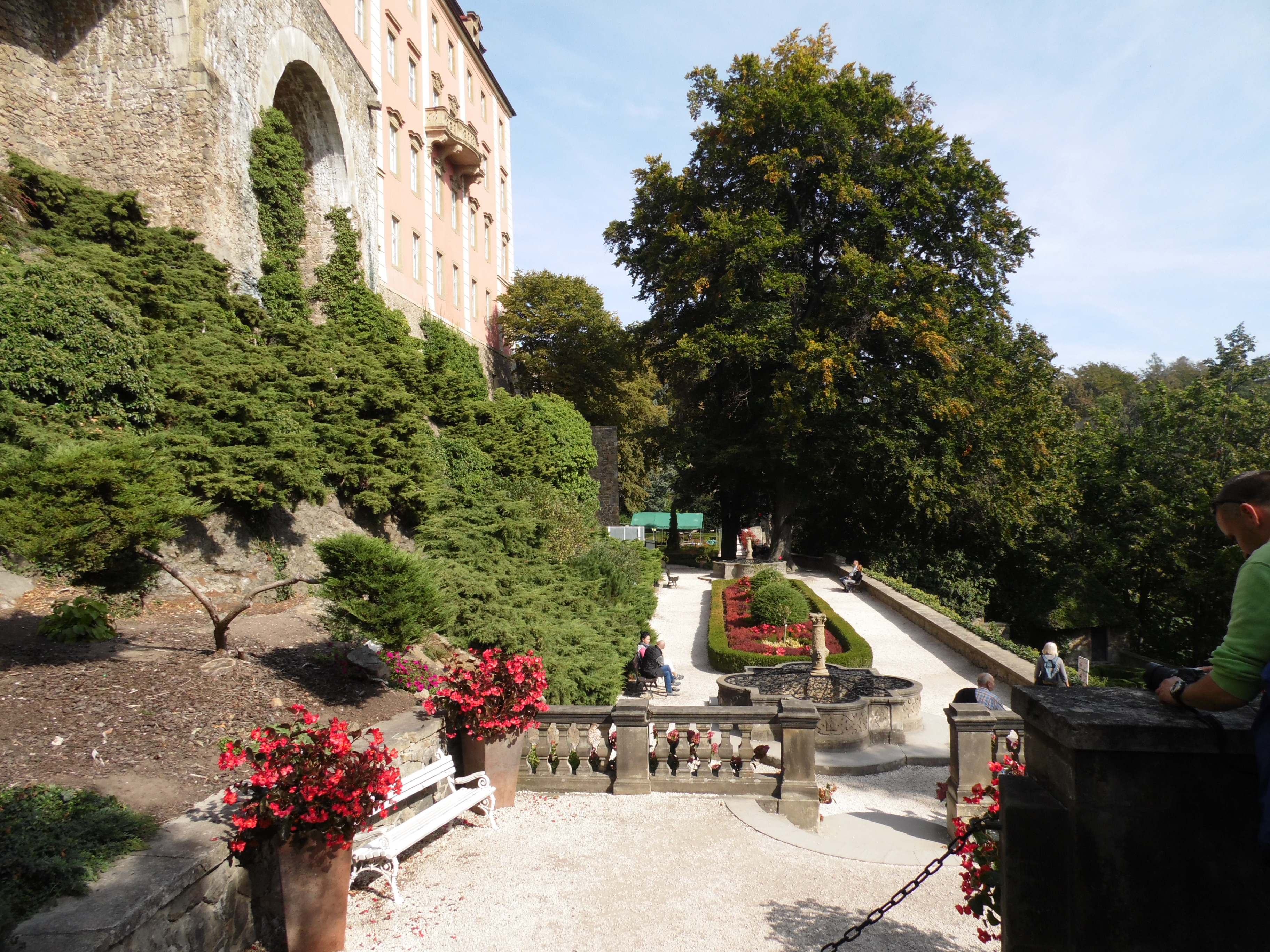
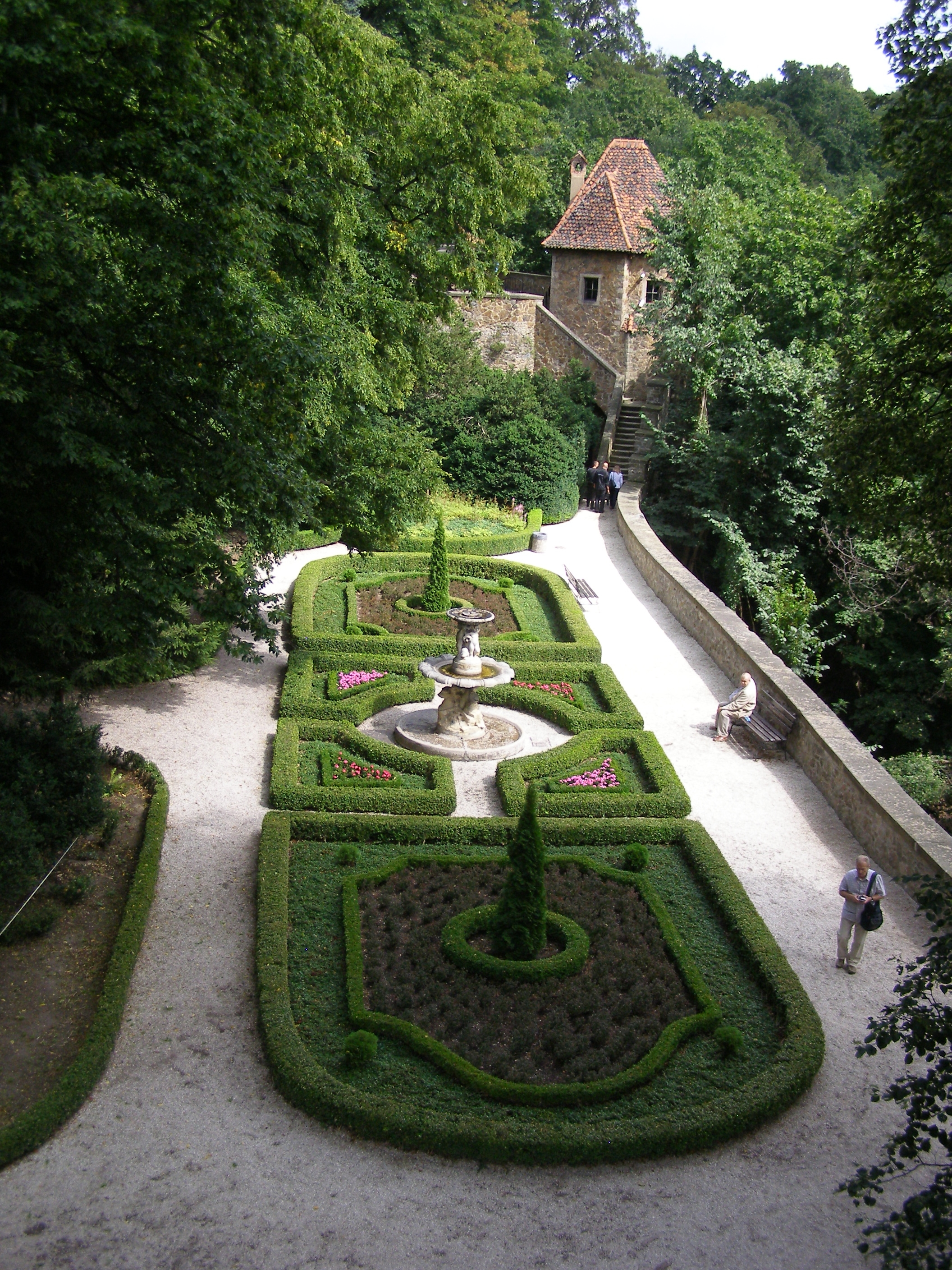
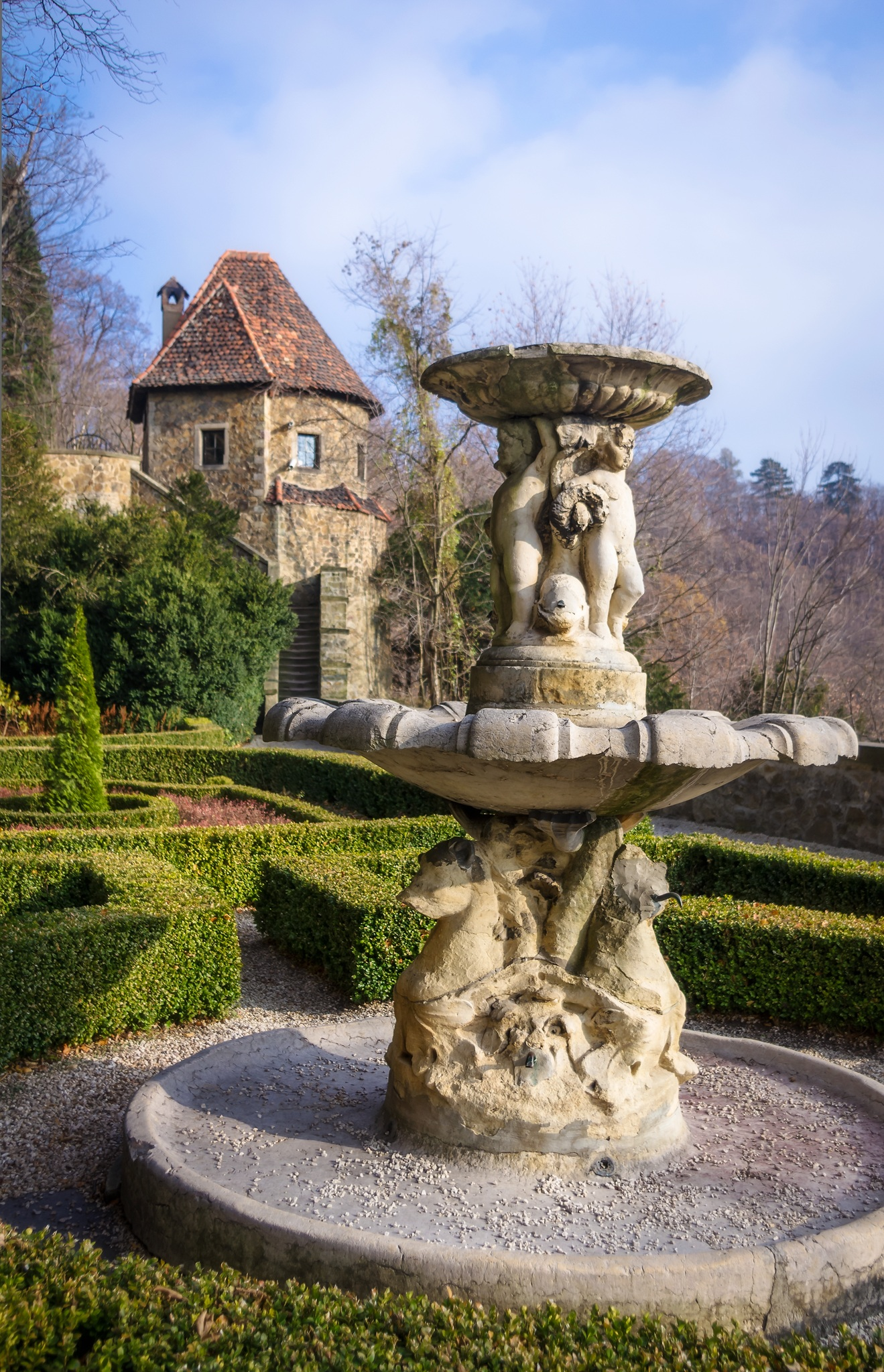
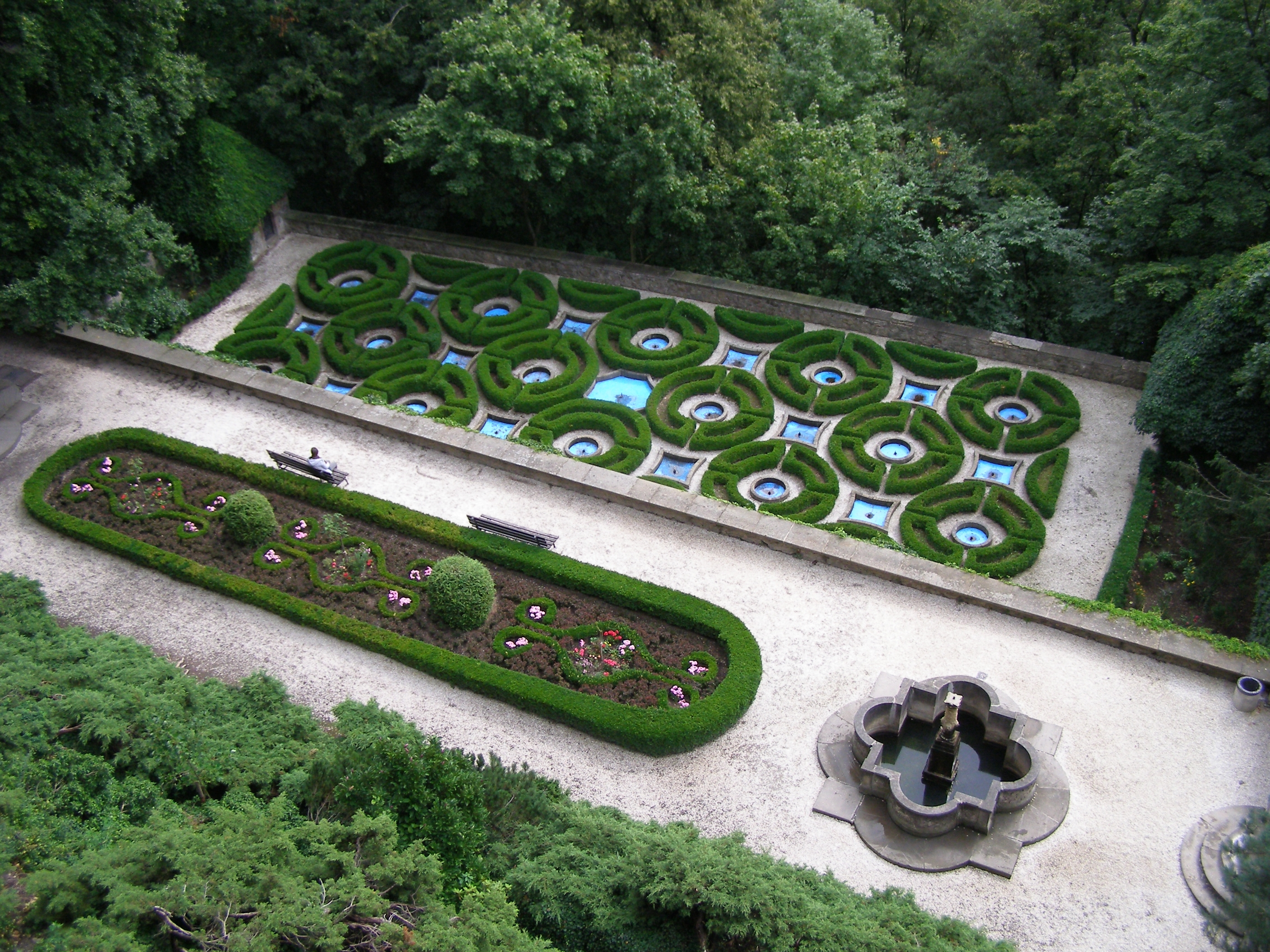